# Seleção Uruguaia de Futebol de Areia
A Seleção Uruguaia de Futebol de Areia representa o Uruguai nas competições internacionais de futebol de areia (ou beach soccer).

## Títulos
| CONTINENTAIS | CONTINENTAIS | CONTINENTAIS | CONTINENTAIS |
|              | Competição   | Vezes        | Ano          |
| ------------ | ------------ | ------------ | ------------ |
|              | Copa Latina  | 1            | 2011         |